# Rešketa
Rešketa je řeka 2. řádu v Litvě, v Žemaitsku v okresech Telšiai a Rietavas, levý přítok řeky Virvytė, do které se vlévá 0,5 km západně od vsi Patiltis, 6,5 km na sever od města Varniai, 92,5 km  od jejího ústí do Venty. Pramení v lese Vismaldų miškas, 1 km západoseverozápadně od vsi Feliksavas a hory Linksmas kalnas (192 m n. m.), 3 km na jih od městečka Žarėnai. Teče zpočátku směrem jihozápadním, protéká jezerem Rešketis, za kterým se stáčí k jihu, u vsi Rešketėnai k východu, u vsi Parešketis k severovýchodu až do soutoku s Virvytė. Protéká lesnatou a bažinatou oblastí, přes bažiny Rešketos pelkė, Šilų pelkė a Babrungo pelkė. Řeka je na mnoha místech regulována, v létě zarůstá vodním rostlinstvem. Průměrný spád Reškety je 82 cm/km. Horní tok občas v zimě zamrzá až ke dnu a v létě občas místy vysychá. Maximální průtok je u Gudeliů 25,2 m³/s, průměrný – 0,98 m³/s, minimální v zimě je 0,064 m³/s, minimální v létě – 0,067 m³/s

## Přítoky
- Levé:

| Hydrologické pořadí | Řeka      | Délka (km) | Povodí (km²) | Vzdálenost od ústí (km) | Ústí kde   | Koordináty ústí                  |
| ------------------- | --------- | ---------- | ------------ | ----------------------- | ---------- | -------------------------------- |
| 30010772            | Graužupis | 4,0        | 3,9          | 12,7                    | Šiliai     | 55°47′6″ s. š., 22°19′38″ v. d.  |
| 30010777            | Šaltupis  | 3,2        | 3,1          | 4,4                     | Parešketis | 55°47′14″ s. š., 22°13′56″ v. d. |
| 30010778            | Žiezdė    | 6,9        | 13,8         | 3,4                     | Grikienos  | 55°47′14″ s. š., 22°20′23″ v. d. |

- Pravé:

| Hydrologické pořadí | Řeka                   | Délka (km) | Povodí (km²) | Vzdálenost od ústí (km) | Ústí kde  | Koordináty ústí                 |
| ------------------- | ---------------------- | ---------- | ------------ | ----------------------- | --------- | ------------------------------- |
| 30010773            | Rūdupis neboli Rudupis | 4,5        | 11,5         | 9,6                     | Vydmantai | 55°46′19″ s. š., 22°16′1″ v. d. |
| 30010775            | R - 4                  | 5,1        | 3,2          | 8,1                     | Vydmantai | 55°46′27″ s. š., 22°17′2″ v. d. |
| 30010776            | R - 2                  | 8,1        | 11,1         | 6,0                     |           |                                 |

a mnoho bezejmenných levých i pravých přítoků